# Simonfa
Simonfa is een plaats (község) en gemeente in het Hongaarse comitaat Somogy. Simonfa telt 413 inwoners (2001).